# 弗兰克·肯德里克
弗兰克·爱德华·肯德里克（英語：Frank Edward Kendrick，1950年9月11日—2024年12月18日），美国NBA联盟前职业篮球运动员。他在1974年的NBA选秀中第3轮第47顺位被金州勇士选中。